# Riaza (kommunhuvudort)
Riaza är en kommunhuvudort i Spanien.   Den ligger i provinsen Provincia de Segovia och regionen Kastilien och Leon, i den centrala delen av landet, 100 km norr om huvudstaden Madrid. Riaza ligger 1 199 meter över havet och antalet invånare är 2 054.
Terrängen runt Riaza är platt åt nordväst, men åt sydost är den kuperad. Runt Riaza är det mycket glesbefolkat, med 2 invånare per kvadratkilometer. Riaza är det största samhället i trakten. Trakten runt Riaza består till största delen av jordbruksmark.